# Silva (Vorname)
Silva  ist ein überwiegend weiblicher Vorname, abgeleitet von lat. silva für Wald. Selten wird er auch als männlicher Vorname verwendet.

## Namensträgerinnen
- Silva Lengvinienė (* 1960), litauische  Politikerin, Seimas-Mitglied
- Silva Lone Saländer (* 1983), deutsche Fußballspielerin
- Silva Seeler (* 1951), deutsche Politikerin (SPD)
- Silva Semadeni (* 1952), Schweizer Politikerin (SP)
- Silva Verbič (* 2002), slowenische Nordische Kombiniererin und Skispringerin

## Namensträger
- Silva Gonzalez (* 1979), deutscher Sänger, Schauspieler und Entertainer
- Silva Reinaldo Ribeiro (* 1981), brasilianischer Fußballspieler mit österreichischer Staatsbürgerschaft